# Ngựa giống lùn
Ngựa giống lùn hay còn gọi là ngựa lùn (Pony) hay ngựa cu là dòng ngựa có vóc dáng thấp nhỏ, thông thường chiều ngang không quá 58 inches, cao khoảng 14,2 gang tay. Các giống ngựa điển hình như ngựa Shetland, ngựa Haflinger, ngựa Caspian, ngựa Fell, ngựa Fjord, ngựa Chincoteague. Cũng thuộc loài ngựa, nhưng pony là loài ngựa tí hon, thấp hơn 147 cm (< 14.2 hands), có hình dạng khác hơn ngựa thường (chân ngắn, phần bụng giữa chân trước và chân sau khá dài, cỗ ngắn và thô, đầu ngắn, trán rộng), tính tình hiền hậu, thông minh. Ngựa Shetland chỉ cao 102 cm.
Những loại ngựa thấp hơn 1.45 mét được xếp vào loại ngựa giống nhỏ (Miniature), có con cao khoảng 0,65 mét. Hầu hết ngựa nhỏ thuộc giống ngựa Celtic. Giống ngựa lùn lại khỏe hơn các con ngựa thông thường. Các cá thể thuộc giống ngựa lùn chỉ đòi hỏi một nửa lượng thức ăn một con ngựa bình thường tiêu thụ nếu chúng có cùng trọng lượng. Theo sách Kỷ lục hiện tại ghi nhận con ngựa nhỏ nhất thế giới là con Thumbelina, chiều cao 17 inch (43 cm) nặng 57 pounds khoảng 26 kg. Ngựa Shetland cũng là loài ngựa nhỏ trung bình khoảng 10 hands (40 inch, 102 cm). Ngược lại, giống như ngựa Falabella và ngựa nhỏ (Miniature) có thể không cao hơn 30 inches (76 cm).
Ngựa Pony xuất xứ từ những loài ngựa hoang miền núi thuần chủng mà phát triển hình thể nhỏ nhắn bởi vì sống ở những nơi khắc nghiệt mà một con ngựa có thể sinh tồn. Những loài nhỏ bé này được phát triển ở địa phương và được nhân giống với nhiều mục đích khác nhau trên khắp Bắc Bán Cầu. Những con ngựa Pony xa xưa được sử dụng để cưỡi và vận chuyển hàng hóa, như người bạn của lũ trẻ, cho thú vui cưỡi ngựa, và còn cho cả những cuộc đua và biểu diễn nữa. Trong suốt cuộc cách mạng công nghiệp, đặc biệt là ở Anh Quốc, một số lượng lớn ngựa Pony được sử dụng như những con ngựa trong hầm mỏ, tải than lên khỏi hầm mỏ.

## Tổng quan

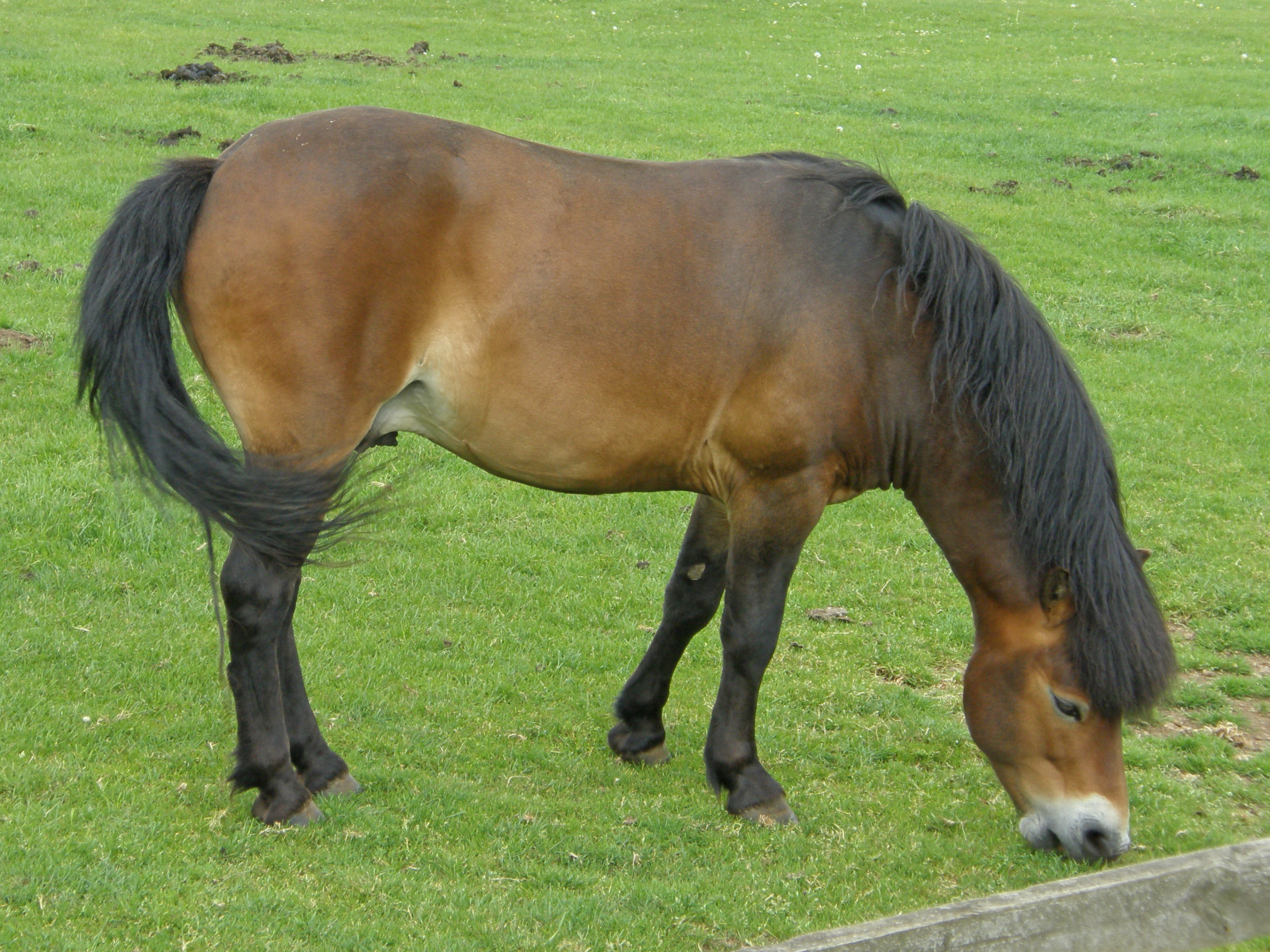
Một con ngựa lùn thuộc giống ngựa Exmoor

Tùy thuộc vào hoàn cảnh, một con ngựa có thể là một con ngựa lùn là dựa theo một chiều cao tương đối hay chính xác tới vai hoặc một con ngựa nhỏ với một dáng và tính khí cụ thể. Có nhiều giống ngựa khác nhau. So với con ngựa khác, ngựa giống lùn có bờm dày hơn, đuôi và lông tổng thể cũng xù rậm, cũng như chân tương ứng ngắn hơn, khung cơ thể rộng, xương nặng, cổ dày hơn, và thường ngắn hơn với trán rộng hơn. Trong tiếng Anh, thuật ngữ ngựa giống lùn Pony từ xuất phát từ poulenet của Pháp, có nghĩa là con ngựa, một con ngựa trẻ, con ngựa non, nhưng đây không phải là ý nghĩa hiện đại, không giống như một chú ngựa con, một con ngựa vẫn còn nhỏ khi phát triển đầy đủ. Tuy nhiên, thỉnh thoảng sẽ có những người không quen thuộc với ngựa có thể nhầm lẫn một con ngựa lùn trưởng thành với một con ngựa thường còn non.
Tổ tiên của hầu hết ngựa hiện đại phát triển từ tầm vóc nhỏ, vì chúng sống bên lề của môi trường sống mà con ngựa có thể sống được. Những con vật nhỏ hơn đã được thuần hóa và nuôi dưỡng cho các mục đích khác nhau trên khắp Bắc bán cầu. Ngựa đã được sử dụng trong lịch sử vận tải, kéo xe và vận chuyển hàng hóa, như gắn kết của trẻ em, để cưỡi giải trí, và sau đó là đối thủ cạnh tranh và biểu diễn trong những cuộc thi tài vận. Trong cuộc Cách mạng công nghiệp, đặc biệt là ở Anh, một số đáng kể đã được sử dụng như ngựa hầm mỏ, kéo tải than trong hầm mỏ. Ngựa lùn thường được coi là thông minh và thân thiện, mặc dù đôi khi chúng cũng được mô tả là cứng đầu hoặc xảo quyệt. Ngựa lùn được đào tạo đúng là gắn kết thích hợp cho trẻ em đang học đi xe. Ngựa lùn lớn hơn có thể được cưỡi bởi người lớn.
Trong việc sử dụng hiện đại, nhiều tổ chức xác định một con ngựa lùn như một con ngựa trưởng thành mà có các số đo ít hơn 14,2 tay (58 inch, 147 cm) giữa hai bả vai, nhưng có một số trường hợp ngoại lệ, các tổ chức khác nhau mà sử dụng một mô hình đo lường nghiêm ngặt khác nhau từ 14 tay (56 inch, 142 cm) lên gần 14,3 tay (59 inch, 150 cm). Tay (hand) là đơn vị đo chiều dài của ngựa bằng cách đo lòng bàn tay. Nhiều giống phân loại động vật là một trong hai con ngựa hoặc ngựa dựa vào phả hệ và kiểu hình, không có vấn đề chiều cao của nó. Một số con ngựa cỡ lớn có thể được gọi là ngựa lùn vì những lý do khác nhau của truyền thống hoặc như một thuật ngữ mang tính thân thiết.

## Phân biệt

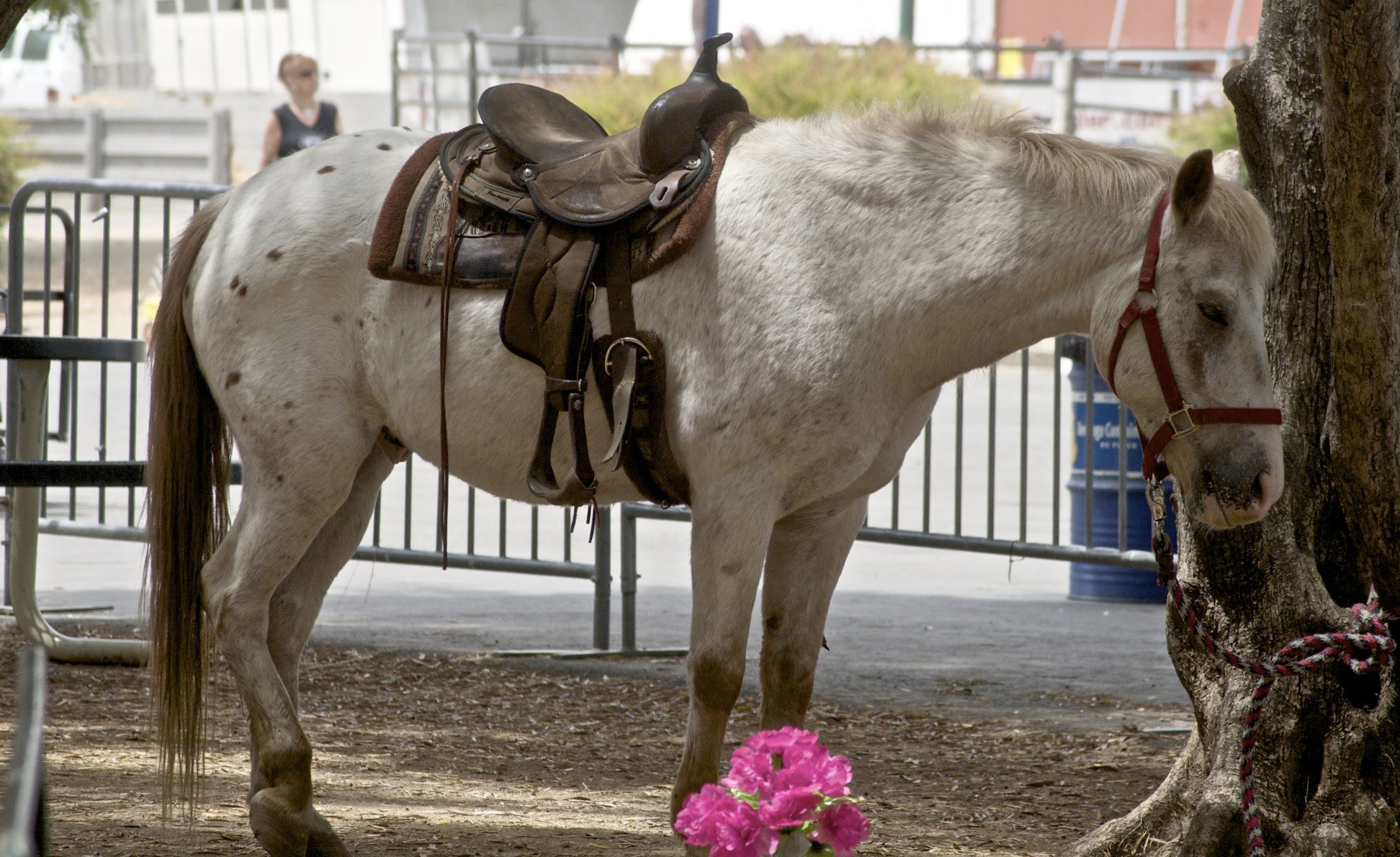
Một con ngựa trắng giống lùn

Đối với nhiều hình thức thi đấu cưỡi ngựa cạnh tranh, định nghĩa chính thức của một con ngựa lùn là một con ngựa mà các thông số ít hơn 14,2 tay (58 inch, 147 cm) giữa hai bả vai. Ngựa lùn là con ngựa cao từ 14,2 tay hoặc cao hơn. Liên đoàn quốc tế về thể thao cưỡi ngựa xác định điểm cắt chính thức tại là 148 cm (58,27 in) (chỉ hơn 14,2 h). Tuy nhiên, thuật ngữ "ngựa" có thể được sử dụng trong tổng hợp (hoặc trìu mến) cho bất kỳ con ngựa nhỏ, bất kể kích thước thực tế của nó hoặc giống. Hơn nữa, một số giống ngựa có thể trưởng thành dưới chiều cao đó nhưng vẫn được gọi là "ngựa" và được phép cạnh tranh như ngựa. Ở Úc, những ngựa mà đo từ 14 đến 15 tay bàn tay được biết đến như một "ngựa nhỏ giống", và ngựa ở Úc đo dưới 14 tay.
Những người không quen với những con ngựa có thể nhầm lẫn một con ngựa lùn trưởng thành với một con ngựa thường, con ngựa non. Trong khi ngựa con sẽ lớn lên thành con ngựa nhỏ có thể không cao hơn so với một số ngựa trong những tháng đầu tiên, tỷ lệ cơ thể của chúng rất khác nhau. Một con ngựa có thể được cưỡi và đưa vào làm việc, trong khi một con ngựa lùn là quá non để được cưỡi hoặc sử dụng như một con vật làm việc. Những con ngựa non cho dù chúng lớn lên thành con ngựa hay con ngựa nhỏ, có thể được phân biệt với con ngựa trưởng thành bằng chân rất dài và cơ thể mỏng, cái đầu và đôi mắt của chúng cũng thể hiện đặc điểm vị thành niên. Hơn nữa, trong hầu hết các trường hợp, ngựa con bú sẽ ở rất gần với một con ngựa cái. Trong khi những con ngựa lùn hiểm thị với trán rộng và kích thước nhỏ, tỷ lệ cơ thể của chúng là tương tự như của một con ngựa trưởng thành.

## Đặc điểm

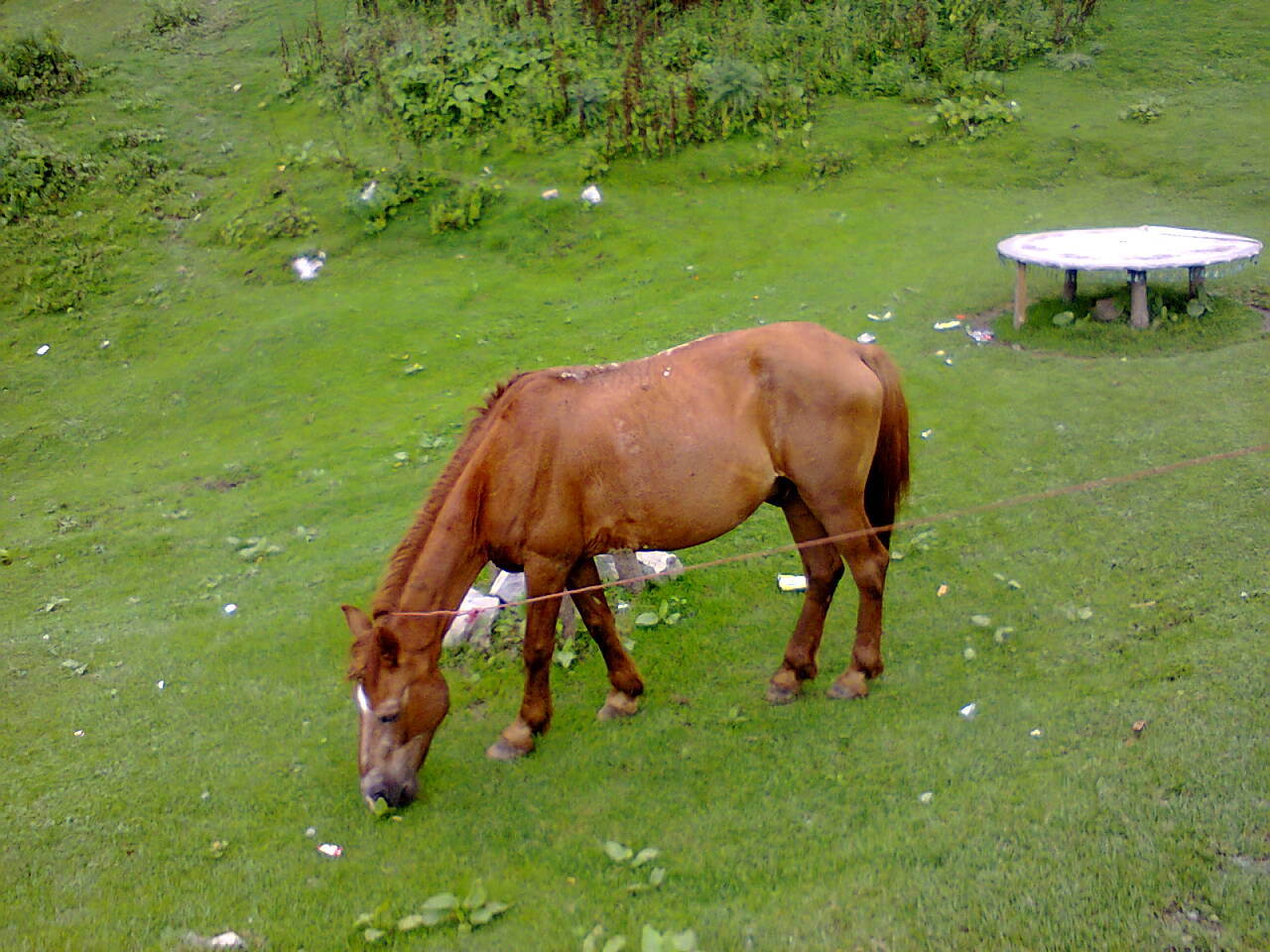
Một con ngựa giống lùn

Ngựa thường được phân biệt bởi kiểu hình của chúng, một cơ thể chắc nịch, xương dày đặc, hình tròn và xương sườn nổi bung. Chúng có một cái đầu ngắn, đôi mắt to và đôi tai nhỏ. Ngoài việc là nhỏ hơn so với một con ngựa, chân của chúng là tương ứng ngắn hơn. Chúng có móng guốc mạnh mẽ và phát triển một lớp lông khoác nặng hơn, cổ ngựa bị che khuất trong lớp một bờm dày hơn và đuôi cũng như một chiếc lớp lông khoác mùa đông đặc biệt nặng. Giống Pony đã phát triển trên toàn thế giới, đặc biệt là trong thời tiết lạnh và khắc nghiệt nơi kham khổ, động vật làm việc mạnh mẽ là cần thiết. Chúng khá mạnh mẽ đối với kích thước của chúng. Giống như con ngựa Connemara, được ghi nhận cho khả năng của mình để thực hiện một tay đua đầy đủ kích cỡ lớn. Sức ngựa này có thể kéo và có trọng lượng hơn so với một con ngựa.
Kiểu ngựa kéo xe có thể kéo tải trọng lớn hơn đáng kể so với trọng lượng riêng của chúng, với ngựa lớn có khả năng kéo tải trọng tương đương với những kéo bởi ngựa kéo cỡ lớn, và thậm chí cả ngựa rất nhỏ có thể kéo nhiều như 450 phần trăm của trọng lượng riêng mình. Gần như tất cả các giống ngựa lùn đều rất khỏe mạnh, nuôi giữ dễ dàng chia sẻ khả năng để phát triển mạnh trên một chế độ ăn uống hạn chế hơn so với một con ngựa kích thước thông thường, đòi hỏi một nửa hay cho trọng lượng của chúng như là một con ngựa thường, và thường không cần hạt ở tất cả. Tuy nhiên, với lý do tương tự, họ cũng có nhiều dễ bị laminitis và hội chứng Cushing. Chúng cũng có thể có vấn đề với tăng lipid.
Những con ngựa Pony thường được cho là rất thông minh và thân thiện, mặc dù đôi khi chúng cũng được miêu tả là bướng bỉnh hoặc khó bảo. Có nhiều ý kiến khác nhau thường đưa ra về cách thức huấn luyện ngựa Pony hợp lý. Những con ngựa Pony được huấn luyện bởi những người thiếu kinh nghiệm, hoặc được cưỡi bởi những người nuôi lần đầu, có thể biến thành những vật nuôi kém phẩm chất bởi vì những người cưỡi chúng đặc biệt thiếu kinh nghiệm căn bản đối với việc điều chỉnh những thói quen xấu của chúng. Những con ngựa Pony được huấn luyện đúng cách sẽ vâng lời những đứa trẻ mà đang học cách cưỡi chúng. Những con Pony lớn hơn có thể được cưỡi bởi những người trưởng thành, bởi vì những con Pony thường khỏe hơn dáng vẻ bên ngoài của nó.

## Chế độ ăn
Một con Pony cần một lượng thức ăn xấp xỉ 1,5% đến 2,5% trọng lượng cơ thể nó mỗi ngày. Điều này có thể bao gồm thức ăn như cỏ tươi hoặc cỏ khô, và thức ăn hỗn hợp như ngũ cốc hoặc những thức ăn mềm được chế biến bán sẵn. Giống như con người, nhiều con ngựa Pony khả năng chuyển hóa năng lượng không cao và dễ mắc chứng béo phì, trong khi nhiều con khác nhu cầu nạp năng lượng nhiều và cần một lượng thức ăn nhiều để duy trì vóc dáng phù hợp. Một con ngựa pony để cưỡi trung bình nặng khoảng 1000 cân Anh (khoảng 450 cân ta), nhưng trọng lượng của một con Pony có thể được đánh giá sát khi sử dụng một cái máy kiểm tra trọng lượng, mà có thể được mua từ một cửa hàng thức ăn gia súc. Tốt nhất là cho ngựa Pony ăn hai đến ba lần mỗi ngày, trừ khi chúng được thả rông.
Nước sạch cần được cung cấp cho chúng uống khi cần, trừ trường hợp một lý do đặc biệt hạn chế cho uống nước trong một thời gian ngắn. Một con ngựa Pony mà không dùng để cưỡi hàng ngày hoặc chịu nhiều stress có thể nên cho ăn khẩu phần dinh dưỡng phù hợp trên đồng cỏ hoặc cỏ khô, với một lượng nước hợp lý (10-12 gallons tối thiểu mỗi ngày tức khoảng 4,5-6,4 lít) và ăn muối hạt hoặc nước muối thoải mái. Tuy nhiên, những con Pony thường cần một khẩu phần cả thức ăn gia súc lẫn thức ăn cô đặc hỗn hợp. Chế độ ăn không hợp lý thì có thể gây cho những con Pony chứng đau bụng dữ dội hoặc tắc ruột, đặc biệt nếu cho ăn thức ăn bị hỏng, bị cho ăn quá nhiều, hoặc thay đổi thức ăn quá đột ngột. Những con Pony non có chế độ ăn uống không hợp lý có thể phát triển mất cân đối do mất cân bằng về dinh dưỡng.

## Các giống
Đối với mục đích cho thấy, ngựa thường được chia thành các nhóm nhỏ, trung bình và cỡ lớn, ngựa nhỏ là 12,2 tay (50 inch (130 cm) và dưới, ngựa trung hơn 12,2 nhưng không cao hơn 13,2 tay (54 inch (140 cm), và ngựa lớn hơn 13,2 tay nhưng không cao hơn 14,2 tay. Những con ngựa 
nhỏ nhất được gọi là con ngựa nhỏ của nhiều nhà nhân giống và tổ chức giống, chứ không phải là ngựa, mặc dù chúng đứng nhỏ hơn ngựa nhỏ, thường không cao hơn 38 inch (97 cm) giữa hai bả vai. Tuy nhiên, cũng có những giống ngựa nhỏ.Một số giống ngựa không được định nghĩa như ngựa, ngay cả khi họ có một số loài động vật có thể đo dưới 14,2 tay. Điều này thường là do cấu trúc cơ thể, sử dụng truyền thống và sinh lý tổng thể. Giống được coi là con ngựa bất kể chiều cao bao gồm con ngựa Ả Rập, Ngựa Quarter và ngựa Morgan, tất cả trong số đó có các thành viên cá thể cả trên và dưới 14,2 tay.

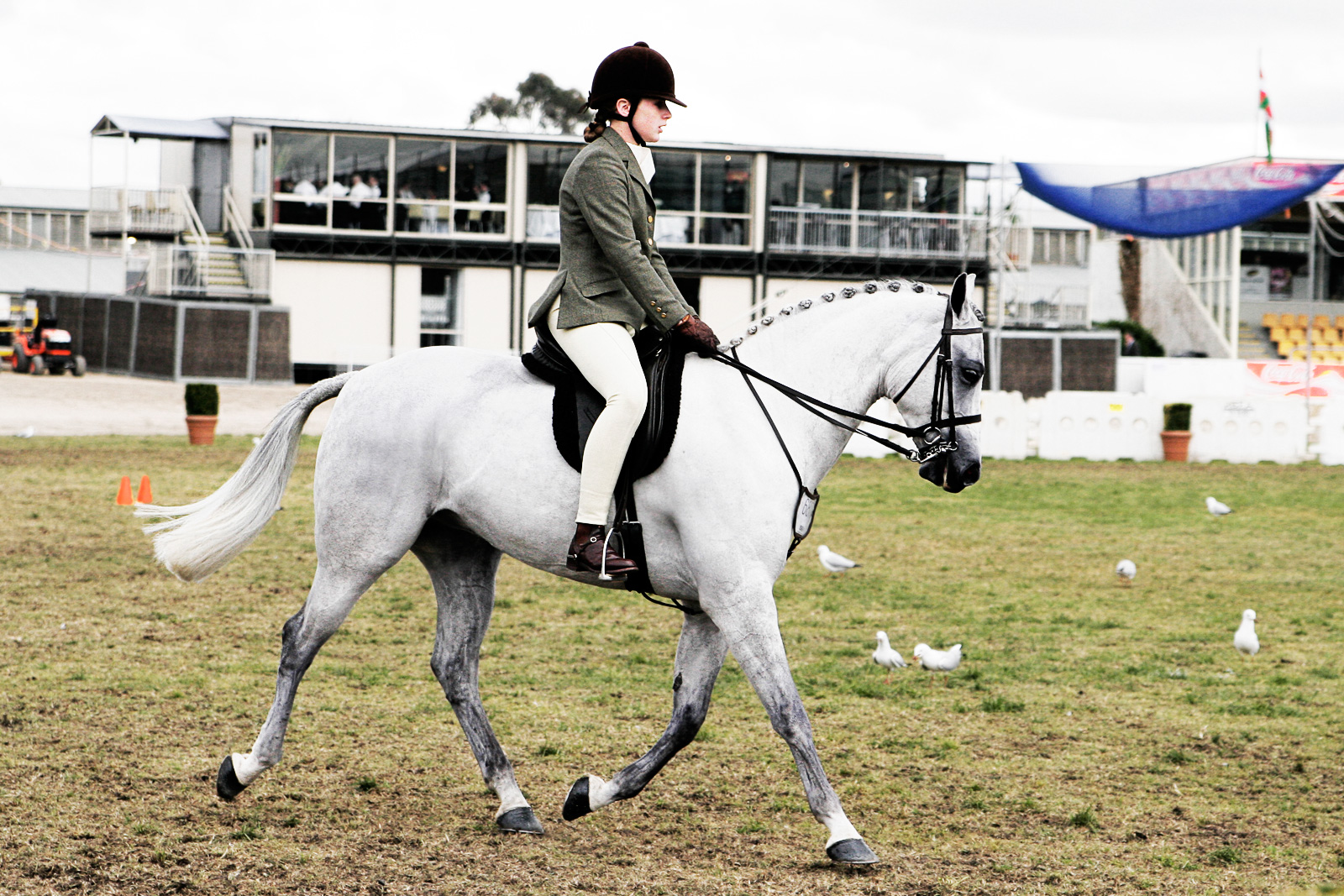
Một con ngựa lùn Úc

Những giống ngựa khác, chẳng hạn như con ngựa Iceland và ngựa Fjord nđôi khi có thể có ngựa cùng cỡ hoặc có một số đặc điểm con ngựa, chẳng hạn như một lớp lông khoác nặng, bờm dày, và xương nặng, nhưng được phân loại như là "con ngựa lùn" của Văn phòng đăng ký tương ứng. Trong trường hợp như vậy, có thể có nhiều tranh luận về việc liệu để gọi giống vật nuôi "con ngựa lùn" hay "ngựa". Tuy nhiên, đăng ký giống riêng biệt thường là trọng tài của các cuộc tranh luận như vậy, trọng lượng con ngựa và ngựa đặc điểm tương đối của một giống.
Trong một số giống như ngựa Welsh, những tranh cãi ngựa và ngựa lùn được giải quyết bằng cách tạo ra các bộ phận riêng biệt cho động vật luôn con ngựa nhỏ, chẳng hạn như "Phần D" của ngựa Welsh Cob. Một số con ngựa lùn có thể chiều cao ngựa do môi trường hơn so với di truyền. Ví dụ, ngựa hoang Chincoteague, một con ngựa hoang dã sống trên Đảo Assateague ngoài khơi bờ biển Virginia, thường trưởng thành với chiều cao của một con ngựa nhỏ trung bình khi lớn lên từ một con ngựa trong điều kiện thuần hóa. Có cuộc tranh luận về việc liệu ngựa Chincoteague hoang ở Đảo Assateague là ngựa lùn hoặc ngựa.
Ngược lại, thuật ngữ "ngựa" đôi khi được dùng để mô tả những con ngựa của chiều cao bình thường. Ngựa sử dụng cho môn mã cầu (polo) thường được gọi là "ngựa polo" bất kể chiều cao, mặc dù chúng thường lai từ giống thuần chủng và thường xuyên cao hơn 14,2 tay, các bộ lạc da đỏ Mỹ cũng có truyền thống đề cập đến con ngựa của họ là "ngựa", khi nói chuyện bằng tiếng Anh, mặc dù nhiều trong số những con ngựa Mustang họ được sử dụng trong thế kỷ 19 là gần hoặc trên 14,2 hh, và hầu hết ngựa thuộc sở hữu và nhân giống bằng các dân tộc bản địa ngày nay là chiều cao của con ngựa đầy đủ. Thuật ngữ "ngựa" cũng đôi khi được dùng để mô tả một con ngựa cỡ lớn trong một cảm giác hài hước hay tình cảm.

## Lịch sử
Ngựa non phát triển như là một giống Landrace thích nghi với một môi trường tự nhiên khắc nghiệt, và được coi là một phần của việc lai giống ra kiểu phụ đặc trưng của Bắc Âu. Có một thời gian, nó đã đưa ra giả thuyết rằng họ có thể có nguồn gốc từ một giống ngựa hoang dã là phân loài của Equus ferus. Các nghiên cứu về DNA ty thể (được lai trên mặc dù các dòng nữ) chỉ ra rằng một số lượng lớn của ngựa hoang dã đã góp phần giống nội địa hiện đại. Ngược lại, nghiên cứu của y-DNA (thông qua dòng dõi của ngựa đực) cho thấy rằng có thể chỉ là một tổ tiên duy nhất của tất cả các giống thuần.
Thuần hóa ngựa có lẽ lần đầu tiên xảy ra ở các thảo nguyên Âu Á với con ngựa từ 13 tay (52 inch, 132 cm) đến hơn 14 tay (56 inch, 142 cm), và là con ngựa thuần hóa lan rộng, hậu duệ đực của con ngựa ban đầu đã đi vào được phối giống với ngựa hoang dã địa phương. Ngựa thuần hóa của tất cả các giống ban đầu được phát triển chủ yếu từ sự cần thiết cho một con vật làm việc mà có thể hoàn thành việc cày kéo và giao thông vận tải địa phương nhu cầu cụ thể trong khi còn sống sót trong môi trường khắc nghiệt. Sự hữu dụng của ngựa giống lùn đã được ghi nhận bởi những người nông dân quan sát thấy rằng một con ngựa có thể làm tốt hơn một ngựa kéo xe ở các trang trại nhỏ. Đến thế kỷ 20, nhiều giống ngựa có máu ngựa Ả Rập và khác máu thêm vào để làm một con ngựa tinh chế phù hợp hơn để cưỡi

## Sử dụng

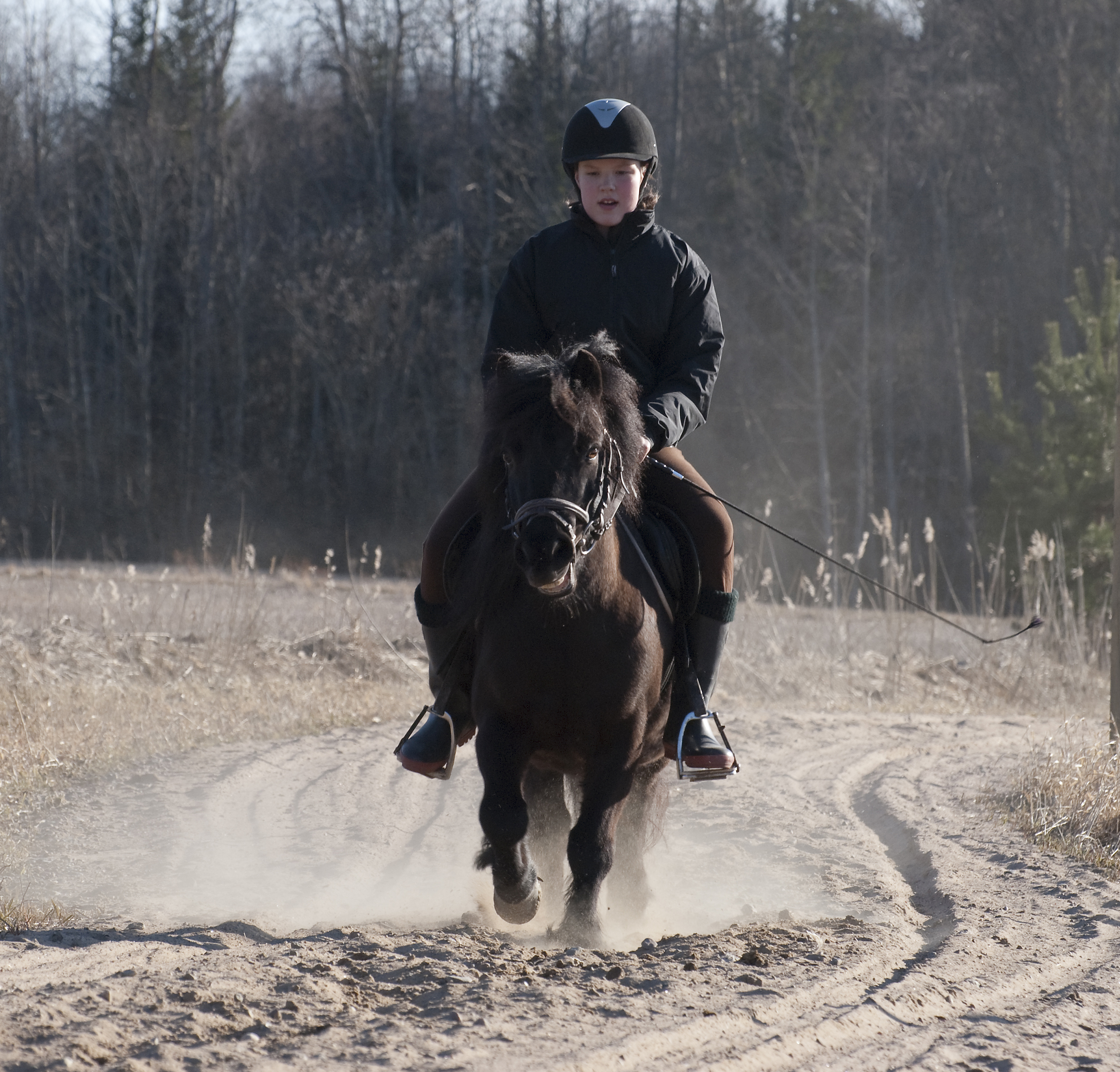
Một em bé đang cưỡi ngựa

Ngựa giống lùn tịt được tìm thấy trong nhiều theo đuổi cưỡi ngựa khác nhau. Một số giống như ngựa Hackney, được sử dụng chủ yếu cho các chiếc xe, trong khi các giống khác, chẳng hạn như con ngựa Connemara và ngựa lùn Úc, được sử dụng chủ yếu cho cưỡi giãi trí. Những người khác, như ngựa lùn xứ Welsh được sử dụng cho cả hai việc là cưỡi ngựa và kéo xe. Không có tương quan trực tiếp giữa kích thước của một con ngựa và khả năng thể thao vốn có của nó. Trong nhiều bộ phận của ngựa trên thế giới cũng còn được dùng làm vật làm việc, như động vật thồ hàng (ngựa thồ) và để kéo nhiều xe ngựa kéo. Chúng được sử dụng cho các chuyến ngựa của trẻ em tại đi du lịch lễ hội và trong các bữa tiệc riêng của trẻ em nơi trẻ nhỏ có thể đi cưỡi ngắn trên ngựa. Ngựa lùn đôi khi được nhìn thấy ở các trại hè cho trẻ em, và được sử dụng rộng rãi, thường mang theo người lớn cũng như trẻ em.

## Phim
- Phim truyền hình hoạt hình My Little Pony (Pony Bé Nhỏ)
- Phim điện ảnh hoạt hình Equestria Girls
- Phim chiếu mạng Equestria Girls
- Phim điện ảnh hoạt hình My Little Pony: The Movie
- Phim điện ảnh hoạt hình My Little Pony: A New Generation